# Polistes niger
Polistes niger är en getingart som beskrevs av Brethes 1903. Polistes niger ingår i släktet pappersgetingar, och familjen getingar. Inga underarter finns listade i Catalogue of Life.